# Qué es el qué
Qué es el qué (en inglés What is What) es una novela de Dave Eggers. Quedó finalista del National Book Critics Circle Award.

## Resumen argumental
Qué es el qué es la historia de Valentino Achak Deng, un refugiado de la guerra civil del Sudán. Al huir de su pueblo, a mitad de la década de 1980, Deng se convirtió en uno de los llamados Niños Perdidos –niños acosados por las milicias, el ejército, leones y hienas e infinitas enfermedades, en busca de refugio, primero en Etiopía y luego en Kenia-. Finalmente, Deng se asentó en Estados Unidos, como otros casi cuatro mil jóvenes sudaneses; allí empezó una lucha muy diferente.

## Opiniones
«Me es difícil recordar la última vez que me emocioné tanto con una novela. Qué es el qué es ese libro excepcional que merece realmente el tópico manido y con poca garantía de ‘épica extensa’. Narrado con humor, humanidad y compasión ilimitada por la trágica niñez de Valentino Achak Deng, Eggers nos muestra los obstáculos, las desilusiones y las esperanzas del desdichado pueblo del sur de Sudán. Esta es la historia de la increíble capacidad de un niño para soportar atrocidad tras atrocidad, sin renegar de la decencia, la amabilidad y la esperanza de tener un hogar y ser aceptado. Con toda seguridad, este libro revelador nos hace más humildes, nos transforma. Creo que nunca olvidaré a Valentino Achak Deng.»
Khaled Hosseini, autor de Mil soles espléndidos
«Conocemos a Dave Eggers por su Una historia conmovedora, asombrosa y genial, y ahora nos demuestra que es capaz de explicar la biografía de otra persona al igual que lo hizo con la suya propia. Durante tres años, llevó a cabo cien horas de entrevistas con Deng y visitó Sudán con él en una “colaboración sinérgica” (Time). Calificada de novela, esta obra tiene sin embargo una base histórica y pone una cara a la brutalidad de la guerra civil, a la miseria y a la lucha por la supervivencia. Algunos críticos se preguntan dónde acaba la historia de Deng y dónde empiezan las licencias literarias de Eggers [...]. Visceral y estremecedora, la historia de Deng y Eggers es en definitiva un cuento sobre la esperanza. Cuando tanto la revista People como la siempre alicaída Michiko Kakutani del New York Times se muestran entusiastas, ¿quién se puede resistir?»
Critical Summary
«Tras dos libros contenidos [...] en los que predominaban la habilidad y los trucos literarios, Eggers nos regala Qué és el qué, un sorprendente acto de ventriloquismo literario que cuenta la espeluznante historia de un refugiado sudanés llamado Valentino Achak Deng, que nos recuerda la elocuencia del autor al escribir sobre la pérdida y la mortalidad, y sobre la nostalgia. [...] La historia de Valentino Achak Deng queda como testimonio del triunfo de la esperanza sobre la experiencia, y de la resistencia humana ante la tragedia y el desastre.»
Michiko Kakutani, New York Times.
«Durante toda la novela se percibe que, cuando se trata de hablar del misterioso “Qué”, en realidad se habla sobre la capacidad para explicar nuestras historias, de rendir testimonio. Qué és el qué nunca nos devolverá a los dos millones de muertos, pero lograremos recordarlos si la historia de Deng se cuenta una y otra vez. “Creo que tienes el don de hacer a los otros ver”, le dijo un sacerdote a Deng en Etiopía. “Creo que serás testigo de algo y que con ello aprenderás”. Lo mismo se podría aplicar al escritor que ha canalizado a Deng en esta obra inolvidable, bella y extraña.»
John Freeman, presidente del National Book Critics Circle

## Animación
Media:Que es que.ogv